# Mala Kamenica
Mala Kamenica es un pueblo ubicado en la municipalidad de Negotin, en el distrito de Bor, Serbia.

## Superficie
Posee una superficie de 18,91 kilómetros cuadrados.

## Demografía
Hasta 2011 la población era de 317 habitantes, con una densidad de población de 16,76 habitantes por kilómetro cuadrado.